# Mechelroda
Mechelroda é um município da Alemanha, situado no distrito de Weimarer Land, no estado da Turíngia. Tem 4,36 km² de área, e sua população em 2019 foi estimada em 282 habitantes.